# Intra Bank
Die Intra Bank (auch Banque Intra, arabisch بنك انترا) war eine libanesische Bank und bis zu ihrem Kollaps 1966 eines der größten Finanzinstitute des Nahen Ostens.

## Geschichte

### Gründung und Aufstieg
Die Bank wurde 1951 von Yousef Beidas und drei Partnern als Handelsgesellschaft „International Traders“ (Fernschreibenadresse: Intra) gegründet, da es im Libanon kein Kreditwesengesetz gab. Das Unternehmen begann als Geldwechsler und als Handelsgesellschaft für die Ford, den Bürogerätehersteller Facit und andere internationale Gesellschaften. International Traders stieg schnell zum führenden Geldwechselinstitut von Beirut auf und viele wohlhabende Libanesen wurden noch in den 1950er Jahren Kunden des Devisenhandels der Intra. Bald gehörten auch die ölfördernden Länder Arabiens zu den Kunden (darunter König Faisal ibn Abd al-Aziz, der Emir von Kuwait, die Scheichs von Abu Dhabi und Katar). Das Unternehmen expandierte nach Afrika, Europa und Amerika. Intra eröffnete eigene Filialen in New York, London, Paris, Genf, Frankfurt am Main, Rom, Brasilien und Nord- und Westafrika.
Die Bank investierte bald weltweit, besaß Immobilien in New York und Paris und war Miteigentümer der Beiruter Hafengesellschaft, mehrerer Luxushotels im Libanon und Mehrheitseigner der Middle East Airlines. In Frankreich besaß die Bank 80 % der Anteile einer Schiffswerft in La Ciotat bei Toulon. Auf der Avenue des Champs-Élysées in Paris hatte die Intra Bank für 70 Millionen Mark ein 6 000 Quadratmeter großes Grundstück erworben, auf dem er einen gläsernen Büropalast mit Kino und Schwimmbad errichtet werden sollte. In Belgien hatte das Bankhaus eine Mehrheitsbeteiligung an der „Société Chimique de Pont Brûle“ erworben. Außerdem besaß das Unternehmen mit dem Atlas-Fund einen eigenen Investmentfonds, der ausschließlich in amerikanische Effekten investierte.
Die Bilanzsumme betrug 1965 über 925,4 Millionen Libanesische Pfund (knapp 1,4 Milliarden DM). Die Einlagen machten rund 745 Millionen Pfund aus, davon sollen angeblich 305 Millionen an liquiden Mitteln vorhanden gewesen sein, 352,1 Millionen waren als Kredite ausgeliehen. Das eingezahlte Kapital betrug 60 Millionen Pfund, es soll noch kurz vor der Krise auf 120 Millionen verdoppelt worden sein. Die Rücklagen waren mit 18,3 Millionen allerdings sehr niedrig.

### Zusammenbruch
Intra-Bank-Gründer Beidas war 1948 nach der Staatsgründung Israels aus Jerusalem geflohen. Der Palästinenser sympathisierte daher stark mit der Fatah, die den Staat Israel vernichten wollte, und unterstützte die Gruppe auch finanziell. Über die Fatah hatte er Kontakte zu Ägyptens Staatspräsident Gamal Abd el-Nasser geknüpft, der zu diesem Zeitpunkt nicht nur gegen eine Wirtschaftskrise zu kämpfen hatte, sondern auch Krieg gegen den jemenitischen König Muhammad al-Badr führte, um seine Vorstellung eines panarabischen Staats durchzusetzen. Die Entwicklung moderner Raketen, mit denen Nasser das ägyptische Heer aufrüsten wollte, um gegen Israel anzutreten, verschlang zusätzliches Geld. Nasser brauchte einen Kredit von 320 Millionen Mark und bat Beidas um Hilfe. Beidas stimmte zu, verlangte aber eine Geheimhaltung der Vereinbarung. Er wollte unter allen Umständen vermeiden, dass seine wichtigsten Kunden, das kuwaitische und das saudische Herrscherhaus, von der Kreditvergabe erfuhren, da beide Staaten dem jemenitischen König freundschaftlich verbunden waren und Ägyptens militärische Stärke und den Drang Nassers nach einem großarabischen Staat argwöhnisch beäugten.
Doch der saudische König Feisal erfuhr von dem Kreditabkommen und so zogen er und die befreundeten Emire von Kuwait und Abu Dhabi in einer Woche 130 Millionen Mark ab. Gleichzeitig reichten die französische Versicherungsgesellschaft Veritas und die Beiruter Filiale der Moscow Narodny Bank Barschecks über 40 Millionen Mark ein. Beidas brauchte mehr als 48 Stunden, um das Geld zur Verfügung zu stellen. Ein Sonderkredit der libanesischen Zentralbank wurde überzogen. Der Präsidentenpalast, das Büro des Premierministers und konkurrierende Banken verbreiteten daraufhin, dass die Intra Bank in Schwierigkeiten sei. Investoren begannen, panisch Gelder von der Bank abzuziehen, und die libanesische Zentralbank reagierte nicht auf den einsetzenden Run. Am 14. Oktober 1966 vermeldete die Intra Bank offiziell ihre Zahlungsunfähigkeit. Bewaffnete Polizisten mussten die Bankgebäude der Intra Bank vor aufgebrachten Kunden schützen. In einer eilig einberufenen Nachtsitzung beriet das libanesische Kabinett über die Krise und beschloss einen dreitägigen Bankfeiertag, um einen Ansturm auf die anderen Banken des Landes zu vermeiden. Während die übrigen 92 Banken des Landes nach drei Tagen wieder öffneten, blieb die Intra Bank vorerst geschlossen. Beidas flüchtete nach New York und starb nur zwei Jahre später in Luzern.
Der Zusammenbruch der Intra Bank hatte verheerende Folgen für die libanesische Wirtschaft und den gesamten Nahen und Mittleren Osten. Die Intra Bank verwaltete zu diesem Zeitpunkt 15 % der gesamten Bankeinlagen des Landes und 38 % der Bankeinlagen libanesischer Banken. Mit 156 Millionen Mark Aktienkapital und Einlagen von fast einer Milliarde Mark kontrollierte die Intra Bank den größten Teil der Wirtschaft des Landes. Viele Beobachter fragten sich, warum die Libanesische Zentralbank, die erst im April 1964 gegründet worden war, die Intra Bank nicht mit Liquidität versorgte. Die Umstände des tiefen Sturzes der Bank sind bis heute umstritten.
Die überraschend schwache Unterstützung der libanesischen Regierung unter Staatspräsident Charles Helou schrieb man vor allem dem Einfluss der Bank zu, die die libanesische Wirtschaft fast vollständig kontrollierte, aber auch der Herkunft des in Palästina geborenen Beidas. Schuld am Zusammenbruch der Bank war aber auch Beidas’ Konzept, kurzfristig kündbares Kapital von Kunden mit niedrigen Zinssätzen zu leihen und in längerfristiges Kapital mit hohen Zinsen anzulegen, das sich nicht wieder schnell liquidieren ließ. Er vertraute dabei wohl vor allem auf die Treue der Kunden. Mit den zahlreichen Investitionen und Beteiligungen hatte sich die Bank außerdem übernommen. Ein zusätzliches Problem bereiteten der Bank die steigenden Zinsen in Europa, Japan und den USA: Viele Kunden legten ihr Geld nun direkt in diesen Ländern an und zogen ihr Kapital von der Intra Bank ab, was einen zusätzlichen Liquiditätsverlust bedeutete.
Der Zusammenbruch der Intra Bank hatte zahlreiche neue Gesetze zur Bankenregulierung im Libanon zur Folge.

## Intra Investment Company
Dem Zusammenbruch der Bank folgte ein umfassendes Restrukturierungsprogramm, in dessen Zuge die Zentralbank und die libanesische Regierung Hauptanteilseigner wurden. Das neue Unternehmen, die Intra Investment Company, blieb wichtiger Investor in der Region mit Anteilen an den Middle East Airlines, dem Libanesischen Casino und der libanesischen Investmentbank „Lebanese Finance Bank“. 2013 hielt die libanesische Zentralbank 35 % der Anteile an Intra, die libanesische Regierung 10 %, die National Bank of Kuwait 4 %, die Regierung von Katar 3 % und der libanesische Investor Abdullah Tamari 14 %.